# Protoptila lucia
Protoptila lucia är en nattsländeart som beskrevs av Oliver S. Flint Jr. 1974. Protoptila lucia ingår i släktet Protoptila och familjen stenhusnattsländor. Inga underarter finns listade i Catalogue of Life.